# Mads Andersen (cykelrytter)
 Der er flere personer med dette navn, se Mads Andersen.
Mads Andersen (født 27. november 2000 i Odense) er en cykelrytter fra Danmark, der kører for Airtox-Carl Ras.

## Karriere
Som 10-årig begyndte Mads Andersen at cykle hos i Cykling Odense. Da han var 12 år flyttede han med familien til Hedensted, og Andersen blev medlem af Hedensted Cykelklub. Efter to sæsoner der, gik turen til videre til Horsens Amatør Cykleklub, hvor han kørte i 2015-2016. Fra starten af 2017-sæsonen skiftede han til Odder Cykel Klubs talenthold Team Vifra Kvickly Odder Junior. Da Andersen i 2020-sæsonen var blevet seniorrytter, skiftede han til Team Herning CK Elite.
Efter en række gode resultater i 2020, skrev han i oktober en ét-årig kontrakt med det danske kontinentalhold ColoQuick Cycling. Kontrakten var gældende fra starten af 2021, hvor Andersen blandt andre gode resultater, vandt de jysk-fynske mestreskaber i linjeløb. Efter sæsonen forlængede parterne aftalen så den også var gældende for 2022-sæsonen. Året efter blev kontrakten igen forlænget med ét år.
Efter tre år hos Coloquick skiftede Mads Andersen fra starten af 2024 til et andet dansk kontinentalhold, da han skrev kontrakt med Airtox-Carl Ras.

## Privat
Mads Andersen er født og opvokset i Odense. Oldefaren Helmuth Hansen vandt Fyen Rundt i 1953, og var træner for Randers Cykleklubs ryttere i 1960'erne og 1970'erne. Faren Lasse Andersen har vundet danske A-løb, og var aktiv på Odense Cykelbane. Lillebror Emil Andersen har han kørt på samme hold med i Cykling Odense, Hedensted Cykelklub og Horsens Amatør Cykleklub.